# Storia di Marino nell'età moderna
La storia di Marino nell'età moderna viene fatta incominciare dallo storico dell'Agro Romano Giuseppe Tomassetti con la distruzione del castello decretata per volere di papa Alessandro VI nel novembre 1501. A partire dalla prima metà del Cinquecento Marino visse un periodo di rinascita sociale, demografica ed urbanistica promosso da vari esponenti della famiglia Colonna come Agnese di Montefeltro, Ascanio I Colonna, Marcantonio II Colonna, Filippo II Colonna, Girolamo Colonna e Lorenzo Onofrio Colonna.
Attorno alla metà del Seicento si delinea l'assetto urbanistico definitivo del centro storico, con il suo centro gravitante attorno al simbolo della città, la fontana dei Quattro Mori (1632), situata in posizione baricentrica rispetto ai nuovi edifici monumentali di palazzo Colonna (1532-1622) e della basilica di San Barnaba (1640-1662). La fine del periodo dell'età moderna si può considerare chiuso con la proclamazione della Repubblica Romana (1798-1799) e con la successiva parentesi dell'occupazione napoleonica (1807-1814), eventi ai quali Marino sarà attivamente partecipe.

## Il XVI secolo

### Dalla distruzione del 1501 agli interventi urbanistici di Ascanio I Colonna
Il 20 agosto 1501 papa Alessandro VI scagliò il bando e la scomunica contro i Colonna ed i Savelli,e di conseguenza incamerava i loro beni alla Camera Apostolica. Tuttavia con Breve datato 1º ottobre 1501, il Papa donò al nipote Giovanni Borgia, di tre anni, forse addirittura suo figlio, il feudo di Marino insieme a molti altri feudi laziali
Il consumo di sale nel castello è al 22 novembre 1503 di quaranta rubbia
Il 18 agosto 1503 Alessandro VI morì probabilmente avvelenato; suo figlio Cesare Borgia, allettato, verrà in breve ridotto in prigionia in Spagna. Così il 22 agosto il cardinal Prospero Colonna poté rientrare a Marino da signore.
Finita la minaccia borgiana, e tornata Marino ai Colonna, nel 1509 si ha un atto a firma del cardinal Prospero Colonna riguardante la donazione del castello oggi detto di Palaverta ad un tale Paolo Averta.
Il nuovo Papa Giulio II si ripropose di scacciare i francesi dai loro restanti domini italiani, e costituì la Santa Lega con la Spagna, il Sacro Romano Impero, la Repubblica di Venezia e lo Stato Pontificio. I francesi, guidati da Gastone de Foix, vennero alle armi con i soldati confederati, guidati invece da Raimondo de Cardona, viceré spagnolo di Napoli, l'11 aprile 1512 nella battaglia di Ravenna: i francesi otterranno una "vittoria di Pirro" sugli avversari, e cadranno prigionieri tra gli altri comandanti confederati Ferrante d'Avalos, marito di Vittoria Colonna, e Fabrizio I Colonna, suo genero. Quest'ultimo verrà ospitato da Alfonso I d'Este, duca di Ferrara, e in seguito liberato. Il Colonna avrà occasione di ricambiare il favore al duca estense il 19 luglio 1512, quando questi, braccato dagli uomini di Giulio II, troverà sicuro rifugio a Marino.
Nel 1520 Fabrizio I Colonna morì, lasciando i suoi beni al figlio Ascanio Colonna. A Marino rimase Agnese di Montefeltro, che fece testamento il 1º aprile 1523: lasciò tra i mandati al figlio Ascanio quello di farsi erigere una cappella nella Parrocchiale di San Giovanni a Marino.
Nel 1526, nell'ambito della lotta tra l'imperatore Carlo V d'Asburgo e il re di Francia Francesco I di Valois, i Colonna si schierarono contro papa Clemente VII che a sua volta era schierato con la Francia. Perciò il 20 agosto 1526 il viceré spagnolo di Napoli, don Ugo de Moncada, si alleò con il cardinal Pompeo Colonna contro il Papa, siglando il patto in Mareni, XX Augusti MDXXVI. Tra le alterne vicende, il 7 novembre 1526 il Papa scagliò un monitorio contro i Colonna, e il 10 novembre li scomunicò e scagliò anche un esercito contro i medesimi, al comando di Vitellio Vitelli. Vennero occupati e rasi al suolo quattordici feudi dei Colonna, tra cui Marino, Zagarolo, Gallicano, Artena, Subiaco e Cave. Durante la distruzione di Marino furono particolarmente attivi soldati di Velletri, tanto che si ha il detto "Velletrani, rubba Madonne e rubba campane".
Nel periodo dopo il sacco di Roma del 7 maggio 1527, quando il Papa è recluso in Castel Sant'Angelo, Ascanio Colonna costringe la Comunità di Velletri ad refectionem, reedificationem et restaurationem terrae Mareni: i velletrani così dovranno fornire 15.000 scudi in terreni comunali, oltre a 12.600 scudi con pagamento rateizzato, e più di 6000 rubbia di calce e 15.000 coppi.

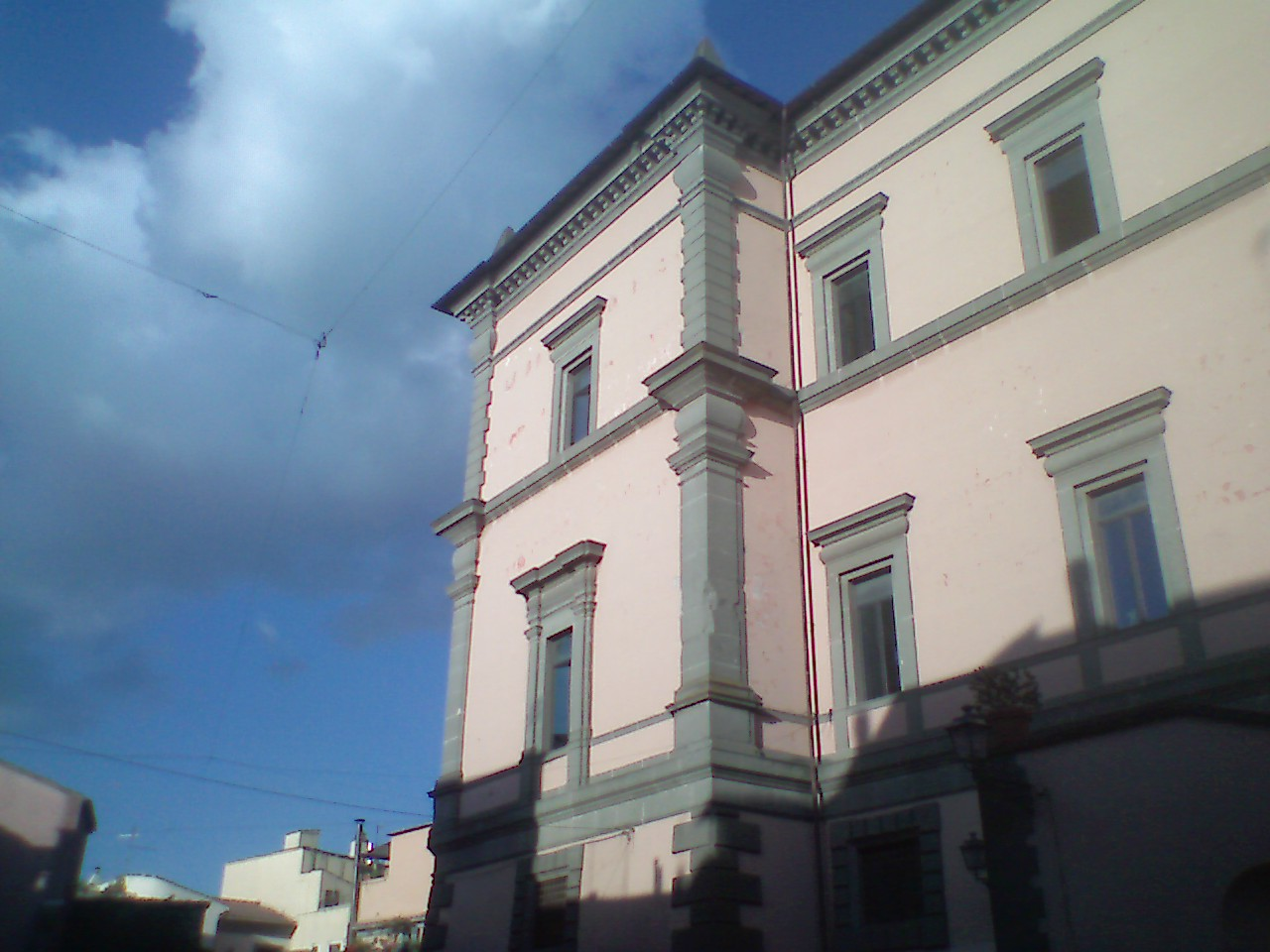
Il bastione di Palazzo Colonna.

Attorno al 1532 iniziò la prima fase di progettazione di Palazzo Colonna, attribuita ad Antonio da Sangallo il Giovane.
Nel maggio 1536 l'imperatore Carlo V d'Asburgo è a Roma, e durante un banchetto regale beve il vino di Marino apprezzandolo. In occasione della permanenza a Roma di Carlo V, a Marino furono eseguiti alcuni lavori di riassetto urbanistico, di cui il frutto più evidente fu la Strada Nuova, oggi Via Roma.

### Dalla "guerra del sale" alla morte di Marcantonio II Colonna
Durante la primavera 1539 scoppia un conflitto tra papa Paolo III e i Colonna: è la guerra del sale. Il Papa rivendica Rocca di Papa come pegno di fedeltà da parte dei Colonna, ma questi si rifiutano e Ascanio Colonna il 12 marzo amnistia tutti i delinquenti fuoriusciti nelle sue terre, a patto che combattano per lui nella difesa dei suoi feudi: il 14 marzo tuttavia Pierluigi Farnese, nipote del Papa, occupa Marino conquistando successivamente Rocca di Papa e, il 26 maggio, Paliano. Allora i Colonna vengono banditi dallo Stato Pontificio e i loro trentacinque feudi laziali vengono il 27 maggio 1539 acquisiti dalla Camera Apostolica.
Nel 1539, al termine della guerra del sale, Marino consuma 20 rubbia di sale, in calo rispetto alle 25 rubbia di prima della guerra.
Nel 1549 una mappa dell'Agro Romano indica Marino come Marin già villa di Mario.
Mentre nel novembre 1549 papa Paolo III stava morendo, Camillo e Ascanio Colonna fecero ingresso nello Stato Pontificio dal Viceregno di Napoli dove si erano rifugiati, rioccupando l'8 novembre Zagarolo, l'11 Paliano, il 14 Genazzano e, tra il 17 e il 22 novembre, Marino. Il 22 febbraio 1550 il neo-proclamato Papa Giulio III concesse ai Colonna il perdono e li riconfermava nei loro privilegi.
Il 1º marzo 1552 Marcantonio Colonna, figlio di Ascanio Colonna, e Felice Orsini si sposarono a Marino.
Lo stesso Marcantonio Colonna, venuto in contrasto col padre Ascanio e istigato dalla madre separatasi dal padre, Giovanna d'Aragona, il 27 agosto 1554 usurpò al genitore il feudo di Marino.
Il 14 settembre 1554 invece Giulio III incaricò Marcantonio Colonna prima di far istruire un processo, e poi, col breve del 6 novembre 1554, di portare a termine un processo penale contro due uomini di Nettuno, padre e figlio entrambi di nome Felice, reclusi nelle carceri di Marino ob diversa et enormissima crimina et delicta.
Il 2 giugno 1556, nell'ambito di una guerra tra papa Paolo IV e la Spagna, poiché i Colonna si sono schierati con gli spagnoli, il Papa toglie ai Colonna tutti i loro feudi laziali, fra cui ovviamente Marino, unendoli nello Ducato di Paliano, che affida al nipote fino al 1559, anno in cui Marcantonio Colonna tornerà al possesso dei suoi feudi.
Il 27 dicembre 1564 in una procura di Marcantonio Colonna firmata a Marino e autenticata dai massari della terra, compare per la prima volta il timbro a secco della comunità marinese: un timbro tondo, con un diametro di circa 2,5 cm, raffigurante un cavaliere vessillifero sul cui sesso effettivo si è molto discusso, ma che a noi sembra chiaro essere un uomo con una corazza di ferro pronunciata (che è facilmente scambiabile con un petto femminile) che regge una piccola bandiera quadrata (che è stata presa per una chioma al vento). Attorno al cavaliere vessillifero c'è la scritta SIGILLUM TERRAE MARENI.
Nel 1565 la Comunità di Marino versa 4 scudi per la manutenzione delle torri costiere laziali. Nello stesso anno un figlio di Marcantonio Colonna, Fabrizio, fidanzato di Anna Borromeo, nipote di san Carlo Borromeo, giace ammalato a Marino.
Nel 1566 Marcantonio Colonna concede i nuovi Statuti della terra marinese.
Nel 1571, Marcantonio Colonna è ammiraglio della flotta pontificia nella vittoriosa battaglia di Lepanto del 7 ottobre, contro i Turchi. (Vedi Battaglia di Lepanto) Il signore vittorioso sbarcò ad Anzio, di ritorno in Italia, il 4 novembre 1571. Si diresse a Marino, per ricongiungersi alla famiglia, dove arrivò tra il 18 ed il 20 novembre.
Il Papa non volle che Marcantonio entrasse subito a Roma, ma lo costrinse a restare a Marino finché non fosse preparato il suo ingresso trionfale, che avvenne il 4 dicembre 1571.
Il 25 maggio 1572 il governatore di Marino e Rocca di Papa promulgò dei Bandi, provisioni et ordinationi sul gioco, sulla bestemmia e sulle risse.
I maestri di strada dello Stato Pontificio impongono alla Comunità di Marino, l'8 giugno 1573, una tassa di 27 scudi per la costruzione di Porta San Giovanni a Roma.
Il 26 dicembre 1574 una patente di Marcantonio Colonna sancisce che qualunque forestiero che voglia diventare suo vassallo nella terra di Marino, è esentato per quattro anni da ogni servizio reale e personale, a patto però di prestargli giuramento di fedeltà e d'omaggio.
Quando nel marzo 1577 un disastroso incendio devasta la vicina Rocca di Papa, i marinesi ospitano i rocchigiani sfollati.

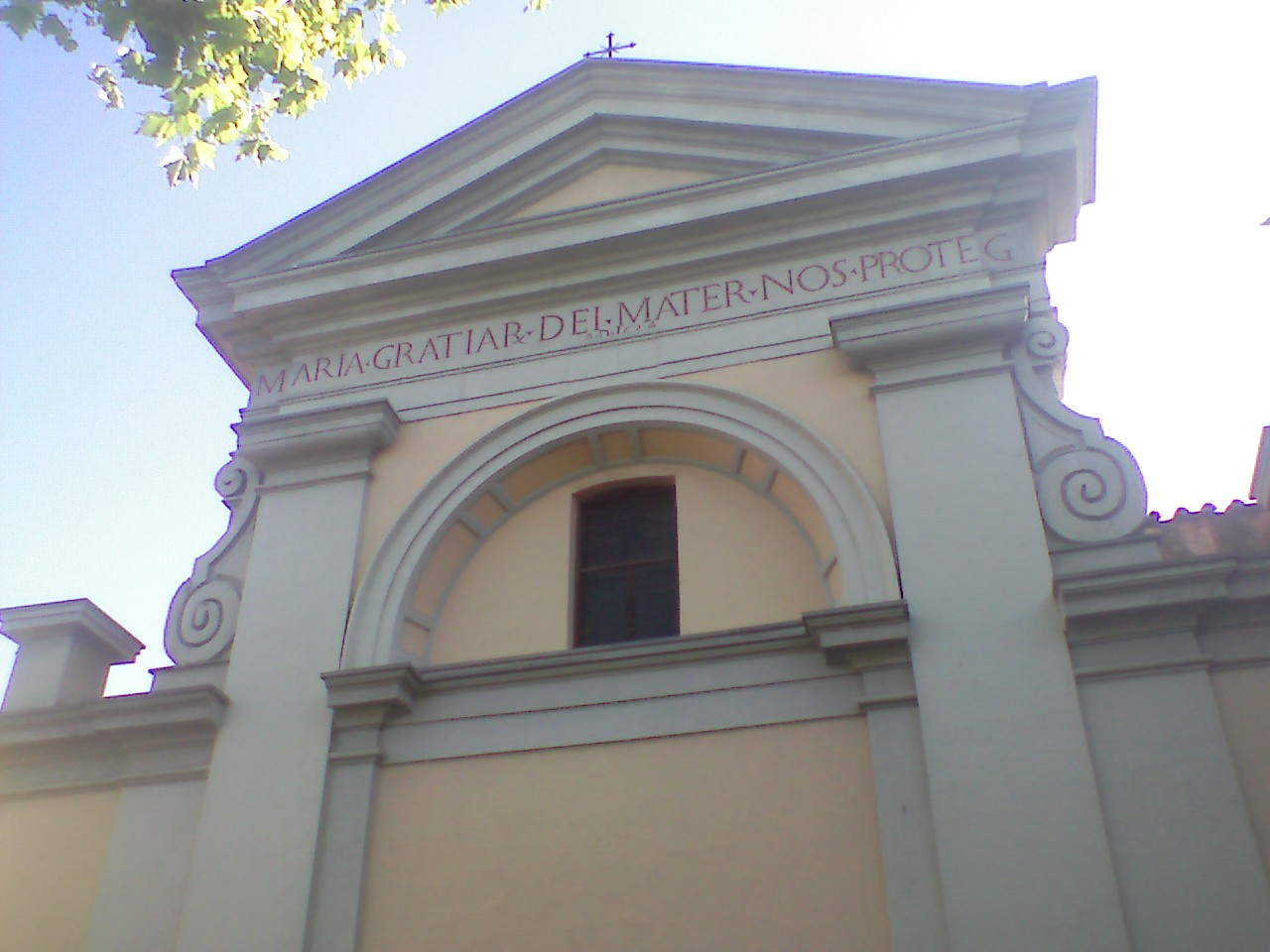
La Chiesa di Santa Maria delle Grazie come appare dopo i restauri del 1962.

In data 13 aprile 1580 la Chiesa ed il Convento di Santa Maria delle Grazie vengono acquisite dai PP. Agostiniani, che vi rimarranno fino al 1807. Dopo la sua elevazione al cardinalato, avvenuta nel 1583, il cardinal Giovanni Battista Castagna, futuro papa Urbano VII nonché amico di Marcantonio Colonna, si fece costruire un palazzo a Marino, sull'attuale Corso Trieste, che si chiama tuttora Palazzo Castagna.
Al 1584 risale l'ampliamento dei Giardini Colonna, nell'attuale Borgo Garibaldi, sulla destra dell'attuale via Costa Batocchi venendo da Palazzo Colonna.
Il 3 ottobre 1594 il cardinal Ascanio Colonna, succeduto il 1º agosto 1584 al padre Marcantonio Colonna, con un atto rinuncia allo ius super scadentiis sulla terra di Marino, il diritto sulle terre concesse ai vassalli, in cambio di un contributo di 2000 scudi versato dalla Comunità.
Al 1595 Marino era tassato per 120 scudi. L'11 maggio 1596 venne eseguita la stima del valore dei beni che furono di Marcantonio Colonna. Su un totale di 1.200.000 scudi, Marino e Rocca di Papa valgono assieme 472.727 scudi.
Nel 1599 Marino si ribellò al cardinal Colonna. Tutto partì dalla contestazione fatta dai massari e dal camerario, Domenico Massi, ai gabellieri di casa Colonna, che imponevano le tasse e vietavano il legnatico. Così il popolo insorse e scacciò i rappresentanti del potere del cardinal Colonna disponendo delle guardie agli ingressi dell'abitato: milizie inviate da Roma, Velletri e Frascati sedarono tuttavia il tumulto. Da Frascati il 2 ottobre 1599 il papa Clemente VIII inviò ad ogni modo un suo uomo di fiducia, il sacerdote urbinate Pietro Cartulario, a Marino per indagare. Nel 1602 la controversia sui rapporti tra il cardinal Ascanio e i suoi sudditi di Marino, Rocca di Papa e Subiaco andrà davanti ad un commissario pontificio.

## Il XVII secolo

### Dall'elevazione a Ducato alla fondazione della basilica di San Barnaba
Il 1º luglio 1606 papa Paolo V eleva Marino in Ducato, a favore del cardinal Ascanio Colonna vita sua natural durante, con trasmissibilità ai suoi eredi.

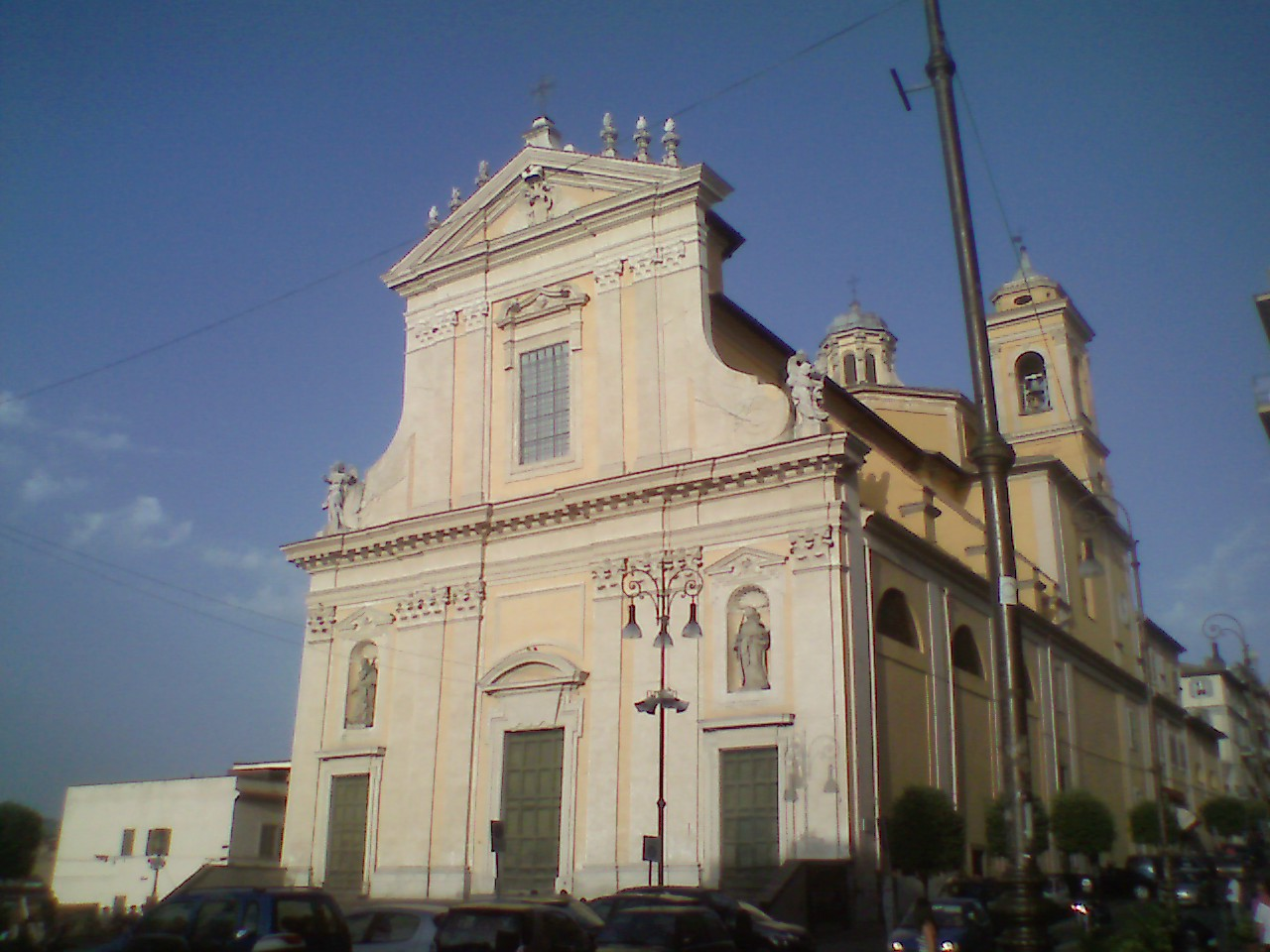
La Basilica di San Barnaba.

Una leggenda narra che l'11 giugno 1615 si verificò nel territorio di Marino una devastante grandinata. Lo stesso giorno dell'anno seguente se ne verificò un'altra, che compromise nuovamente la vendemmia. Anche l'11 giugno del 1617 grandinà ancora sulle campagne di Marino. Da secoli le grandinate sono per i marinesi una sciagura e un salasso economico, poiché compromettono la vendemmia e il raccolto. Possiamo immaginare che tre grandinate abbiano portato sul lastrico la comunità.
Il 1º febbraio 1618, per risolvere il problema delle grandinate, in un'assemblea pubblica si decise di elevare a Santo Patrono il santo che si venera l'11 giugno, cioè san Barnaba Apostolo, e si elaborò una richiesta al cardinale vescovo di Albano.
Al 4 giugno 1619 risale il rescritto del cardinale Sforza con cui risponde affermativamente alle richieste della comunità. Da allora san Barnaba viene venerato a Marino.
Il 24 ottobre 1627 a Castel Gandolfo si svolse il matrimonio tra Taddeo Barberini, nipote di papa Urbano VIII presente alla funzione, e Anna Colonna, figlia del Connestabile Filippo I Colonna. Gli sposi dopo la funzione si recarono a Marino, dove il Connestabile offrì un grande banchetto a Palazzo Colonna.
Il 28 ottobre 1636 monsignor Giovanni Battista Altieri, vicario generale della Diocesi di Albano, con un atto di visitazione dichiara le due antiche Parrocchiali di Santa Lucia e San Giovanni inadatte al culto, e così Filippo I Colonna e il figlio Girolamo Colonna pensano di erigere una nuova Parrocchiale per Marino.
Il 14 giugno 1637 una solenne processione muove da una cappella sopra al fontanile d'Ammonte, nella valle della Marrana sita sotto il castello, alla Chiesa della Santissima Trinità, portando la miracolosa immagine di un Crocifisso, chE ancora oggi è in quella chiesa.
Nel frattempo procedono i lavori per la nuova Parrocchiale: ma il Tomassetti riporta un documento del 1639 che condanna gli ufficiali della Comunità, che attingevano dal fondo per la costruzione dell'edificio sacro per recarsi a Roma a pazzeggiare all'hosterie. Nonostante ciò, il 10 giugno 1640 il cardinale Girolamo Colonna posò la prima pietra dell'attuale Basilica di San Barnaba Apostolo. Il 5 giugno 1642 l'ufficiale camerlengo di Marino comunicava al duca Filippo I Colonna che erano stati messi in opera tutti i pilastri della chiesa e le volte delle otto cappelle. Fino a quella data erano stati spesi 12.000 scudi per la costruzione, e altrettanti ne verranno spesi fino al completamento dell'opera. (Vedi Basilica di San Barnaba)
Il 3 dicembre 1643 papa Urbano VIII emanò, su richiesta del cardinale Girolamo Colonna, la bolla Excelsa Merita Sanctorum, con cui accorpò le due vecchie parrocchie di Santa Lucia e San Giovanni nella nuova parrocchia di San Barnaba e dotò l'erigenda chiesa del titolo di Collegiata, di un Capitolo di dodici canonici e di un abate parroco mitrato nullius, coadiuvato da quattro cappellani. Il primo abate parroco fu il parroco di San Giovanni, don Girolamo Capozzuti.

### Dalla peste del 1656 alla fine del Seicento
Nel 1656 si diffuse in Italia e nel Lazio una grande pestilenza: Marino e Grottaferrata vennero colpite particolarmente da questa calamità: secondo quanto riporta il Tomassetti, se prima della peste Marino contava 3000 o 4 000 abitanti, subito dopo ne contò solo 900. Addirittura le autorità di Roma ordinarono di chiudere le porte della città verso Marino, e le cronache raccontano che quando un commerciante marinese riuscì a intrufolarsi in città, venne linciato dalla folla. I monaci di Grottaferrata misero a disposizione un loro terreno sotto il castello per la sepoltura dei morti: da allora quella zona si chiama valle dei Morti. Marino venne ripopolata con l'apporto di immigrati dai feudi abruzzesi dei Colonna.
Al termine della peste, nel 1658, i superstiti vollero erigere una chiesa a san Rocco: così sorse la chiesina che denomina un'intera località, sulla via Maremmana verso Grottaferrata. Il giorno della festa del santo, il 16 agosto, si celebrava una grande festa in suo onore con la tradizionale festa del cocomero
Nel 1660 venne rinvenuta lungo la via Appia in territorio marinese la tavola dell'Apoteosi di Omero, conservata oggi ai Musei Vaticani.
Il 22 ottobre 1662 monsignor Carlo Taurigi, vicario generale della Diocesi di Albano, e l'abate parroco don Agostino Gagliardi celebrarono la prima messa cantata nella nuova Basilica di San Barnaba.
Il 10 dicembre 1662 l'Immagine della Madonna del Rosario nuncupatam de Populo venne traslata dalla vecchia chiesa di Santa Lucia alla nuova Collegiata.
Nel 1669 il cardinal Ulderico Carpegna, cardinale vescovo di Albano, autorizzò il principe Lorenzo Onofrio Colonna a ridurre ad uso profano le due vecchie chiese di Santa Lucia e San Giovanni.
Nel 1678 per devozione di Antonia e Lorenzo Onofrio Colonna viene fondato il Convento delle Suore Domenicane di Clausura, che ancora oggi sorge a Borgo Garibaldi. Il convento verrà dotato di una chiesa nel 1712, intitolata al SS. Rosario e che è un gioiellino rococò.
Lorenzo Onofrio Colonna promulgò in questo periodo gli Statuti dell'Illustrissima terra di Marino.

## Il XVIII secolo

### Dall'inizio del secolo alla Rivoluzione francese
Nel 1789 papa Pio VI ordinò il completamento della bonifica dell'Agro Pontino e la sistemazione della via Appia: così Marino perse il suo ruolo di stazione di posta e di cambio sulla via postale per Napoli, in favore di Albano.

### La proclamazione della prima Repubblica Romana all'occupazione napoletana
I francesi nel mese di febbraio 1797 invadono lo Stato Pontificio e molte statue e icone di Santi e Madonne pare siano scoppiate a piangere per la sacrilega invasione. Fra queste la cosiddetta Madonna di Giani a Marino, ora incastonata nella parete di una casa su Corso Vittoria Colonna.
Il 9 febbraio 1798 i francesi entrano a Roma, e il 15 febbraio nel Foro Romano viene proclamata la Repubblica Romana. Il 18 febbraio Frascati, Albano e Velletri si autoproclamano repubbliche sorelle della Repubblica Romana, mentre Marino costituirà un governo repubblicano solo il 14 ventoso, ovvero ai primi di marzo.
Quando il 25 febbraio Trastevere insorse al grido di Viva il Papa! Viva Maria! contro i francesi, anche Albano, Castel Gandolfo e Velletri si unirono all'insurrezione. . Marino e Frascati rimasero fedeli ai francesi, e i marinesi comandati da un frascatano, Bartolomeo Bona, si unirono ai francesi guidati dal generale Gioacchino Murat contro i 2000 rivoltosi papalini. Lo scontro si svolse nella notte del 28 febbraio 1798 a Frattocchie: i reazionari furono dispersi dall'assalto di Murat che, guidato dai marinesi che conoscevano meglio il territorio, assalì da ogni lato i nemici. Questi, disfatti, si ritirarono verso i loro paesi, e la battaglia infuriò tra le mura del Palazzo Pontificio di Castel Gandolfo e alle porte di Albano.
Il generale Championnet il 10 marzo inviò ai marinesi una lettera encomiandoli per la loro mirabile fedeltà alla Repubblica. (Vedi Rivoluzione francese nei Castelli Romani e a Velletri)
Nel frattempo da Napoli l'armata di liberazione stava avanzando: il 10 luglio 1799 a Frattocchie si scontarono i napoletani con un commando rivoluzionario. Il bilancio fu di un morto ed un ferito. I napoletani si accamperanno nelle località attorno a Roma, e a Marino celebreranno una solenne messa nella Basilica di San Barnaba in suffragio delle vittime.

### L'occupazione napoleonica
Nel 1801, Napoleone Bonaparte invase lo Stato Pontificio annettendolo alla Francia, perciò Marino divenne una municipalità capo-cantone. Nel 1808 a Marino venne accorpato il territorio di Grottaferrata, dato che con l'abolizione del feudalesimo (1807) il regime della Commenda dell'Abbazia venne abolito. Tutti i beni ecclesiastici dei conventi presenti in territorio marinese vennero espropriati e annessi dal pubblico Demanio.